# Paulus Lesire
Paulus Lesire (aliassen: P. Lesin, Paulus Lezier, Paulus le Sire) (Dordrecht 1611 - Leiden 1654) is een Nederlandse schilder die gespecialiseerd was in het schilderen van portretten en historische taferelen.
Paulus Lesire is in 1611 geboren in Dordrecht. Hij is de zoon van een glazenmaker en decoratieschilder uit Den Haag. In Dordrecht wordt hij opgeleid tot schilder, waar hij in 1631 lid wordt van het Sint-Lucasgilde. Op 10 september 1634 trouwde hij met de uit Den Haag afkomstige Lowize de Claar met wie hij enkele jaren later verhuisd naar Den Haag. Hij is vrij zeker een leerling geweest van Jacob Cuyp. Het werk van Lesire lijkt qua compositie en het gebruik van licht beïnvloed te zijn door Rembrandt, die in Leiden woonde en waar Lesire zich aan het eind van zijn leven vestigde.
- Biografisch Portaal: 59344986
- Gemeinsame Normdatei: 105035673X
- KulturNav: 66d82c8e-3c32-409f-a4eb-654aef69d4ad
- RKD-Nederlands Instituut voor Kunstgeschiedenis: 49577
- Union List of Artist Names: 500032605
- Virtual International Authority File: 95882262